# PGC 18437
LEDA/PGC 18437 ist eine Spiralgalaxie vom Hubble-Typ Sc im Sternbild Maler am Südsternhimmel. Sie ist schätzungsweise 45 Millionen Lichtjahre von der Milchstraße entfernt.